# Trypeticus bertiae
Trypeticus bertiae är en skalbaggsart som beskrevs av Kanaar 2003. Trypeticus bertiae ingår i släktet Trypeticus och familjen stumpbaggar. Inga underarter finns listade i Catalogue of Life.